# 宗福寺 (大田区)
宗福寺（そうふくじ）は、東京都大田区にある曹洞宗寺院。

## 概要
戦国時代後期、天永源曉（1576年（天正4年）寂）によって開山された。
本尊は阿弥陀如来立像で、1707年（宝永4年）に船江弥兵衛尉宗正によって寄進されたという。
境内には「登志子地蔵」と呼ばれる地蔵菩薩立像がある。1935年（昭和10年）5月に発生した少女殺害事件の被害者を弔うために建てられた。平成時代以降、当寺や地元町内会が中心となってNPO法人「馬込子まもり会」を組織し、青少年健全育成や防犯のための活動を行っている。具体的には子ども食堂の運営や被害者の命日に近い5月最終日曜日に「登志子地蔵大祭」と呼ばれる祭りを開いている。

## 交通アクセス
- 馬込駅より徒歩5分。